# Daisy von Scherler Mayer
Daisy von Scherler Mayer, de vegades acreditada com Daisy Mayer (nascuda el 14 de setembre de 1966), és un director de cinema i televisió estatunidenca.

## Biografia
Mayer és filla de l'actriu "Sasha" Alexandra-Xenia Elizabeth Anne Marie Fiesola von Schoeler (1934–2000) i Paul Avila Mayer (1928–2009). Era néta del guionista estatunidenc Edwin Justus Mayer.
Després de contribuir al New York Shakespeare Festival d'adolescent, von Scherler Mayer es va graduar a la Universitat Wesleyan amb una llicenciatura en teatre i història. La seva experiència amb el teatre li va servir de base carrera com a directora, on va aplicar la seva comprensió de la interpretació escènica al seu treball per a la pantalla. En graduar-se a Wesleyan, von Scherler Mayer va dirigir interpretacions contemporànies d'obres clàssiques com Electra d’Eurípides, i La tempesta i Els dos gentilhomes de Verona de William Shakespeare.
El debut de Von Scherler Mayer com a directorz de llargmetratges va ser la pel·lícula de 1995 Party Girl, protagonitzada per Parker Posey i la mare de von Scherler Mayer, Sasha. Von Scherler Mayer va coescriure el guió amb la seva parella, Harry Birckmayer. L'èxit de la pel·lícula va donar lloc a una sèrie de televisió protagonitzada per Christine Taylor. El 2023 Party Girl va ser restaurada i reestrenada al cinema.
Des de Party Girl, von Scherler Mayer ha estat escrivint i dirigint pel·lícules, així com dirigint produccions de televisió. Va dirigir Madeline, una pel·lícula de 1998 basada en els famosos llibres infantils de Ludwig Bemelmans sobre les aventures d'una jove francesa pel-roja. Madeline fou protagonitzada per Frances McDormand, Nigel Hawthorne i Hatty Jones com a Madeline. Els seus projectes televisius recents han inclòs sèries de televisió com Halt and Catch Fire, Yellowjackets, The Walking Dead, i The Marvelous Mrs. Maisel, entre d'altres.

## Vida personal
Von Scherler Mayer està casada amb el compositor de cinema David Carbonara, amb qui té dues filles.

## Filmografia

### Pel·lícules
- Party Girl (1995)
- Woo (1998)
- Madeline (1998)
- The Guru (2002)
- More of Me (2007)
- Frenemies (2012)
- Some Girl(s) (2013)

### Televisió
- About a Boy
- A Million Little Things
- Aliens in America
- Ben and Kate
- Bosch
- Chuck
- Crazy Ex-Girlfriend
- Doubt
- Emily's Reasons Why Not
- Fear the Walking Dead
- For the People
- Get Shorty
- Girlfriends' Guide to Divorce
- Good Girls Revolt
- Halt and Catch Fire
- House of Lies
- Inventing Anna
- Jane by Design
- The Last Thing He Told Me
- The Last Tycoon
- The Loop
- Mad Men
- Made For Love
- The Marvelous Mrs. Maisel
- Mozart in the Jungle
- Nurse Jackie
- Orange Is the New Black
- Outcast
- Ray Donovan
- Reverie
- Shameless
- Shining Vale
- Shut Eye
- Tell Me Your Secrets
- The Walking Dead
- Whiskey Cavalier
- Y: The Last Man
- Yellowjackets
- Zoey's Extraordinary Playlist